# Strimbröstad gärdsmyg
Strimbröstad gärdsmyg (Cantorchilus thoracicus) är en fågel i familjen gärdsmygar inom ordningen tättingar.

## Utseende och läte
Strimbröstad gärdsmyg är en medelstor medlem av familjen. Den är brun ovan med tydliga svartvita strimmor på ansikte och bröst. Sången varierar men innehåller alltid behagliga upprepade visslingar, ibland i enkelt utförande men ofta mer komplext likt andra gärdsmygar.

## Utbredning och systematik
Fågeln förekommer i karibiska låglänta områden från östra Nicaragua till västra Panama. Den behandlas som monotypisk, det vill säga att den inte delas in i några underarter.

### Släktestillhörighet
Tidigare placerades arten i Thryothorus, men DNA-studier visar att arterna i släktet inte är varandras närmaste släktingar, varför Thryothorus delats upp på flera mindre släkten, bland annat Cantorchilus.

## Levnadssätt
Strimbröstad gärdsmyg hittas i medelhöga snår av klängväxter, men kan vara svår att se i den täta vegetationen.

## Status och hot
Arten har ett stort utbredningsområde, men tros minska i antal, dock inte tillräckligt kraftigt för att den ska betraktas som hotad. Internationella naturvårdsunionen IUCN listar arten som livskraftig (LC). Beståndet uppskattas till i storleksordningen 50 000 till en halv miljon vuxna individer.